# Miguel Asprilla
Miguel Antonio Asprilla (La Pacha, 21 september 1969) is een voormalig profvoetballer uit Colombia. Hij speelde als aanvaller gedurende zijn carrière, en is een neef van Faustino Asprilla en Carlos Asprilla .

## Clubcarrière
Asprilla begon zijn profcarrière in 1990 bij Deportivo Cali. Hij speelde later in onder meer Mexico en Peru. In 1998 beëindigde hij zijn carrière.

## Interlandcarrière
Asprilla speelde acht officiële interlands voor Colombia in 1994, en scoorde één keer voor de nationale ploeg. Zijn enige interlandtreffer maakte hij op zondag 20 februari in de vriendschappelijke wedstrijd tegen Bolivia (2-0), toen hij na 29 minuten de score opende.

## Erelijst
Santos Laguna
- Primera División de México

Invierno 1996